# پوریپل بونسون
پوریپل بونسون (تایلندی: ภูริพล บุญสอน؛ زادهٔ ۱۷ ژانویهٔ ۲۰۰۶) ورزشکار دو و میدانی اهل تایلند است که رشته تخصصی او دو ۱۰۰ متر و دو ۲۰۰ متر می‌باشد. وی رکورددار دو ۲۰۰ متر در مسابقات بازی‌های جنوب شرق آسیا است.
وی همچنین در اوت ۲۰۲۲ رکورد دو ۱۰۰ متر جهان در رده زیر ۱۸ سال را شکست.